# Direttore dell'FBI

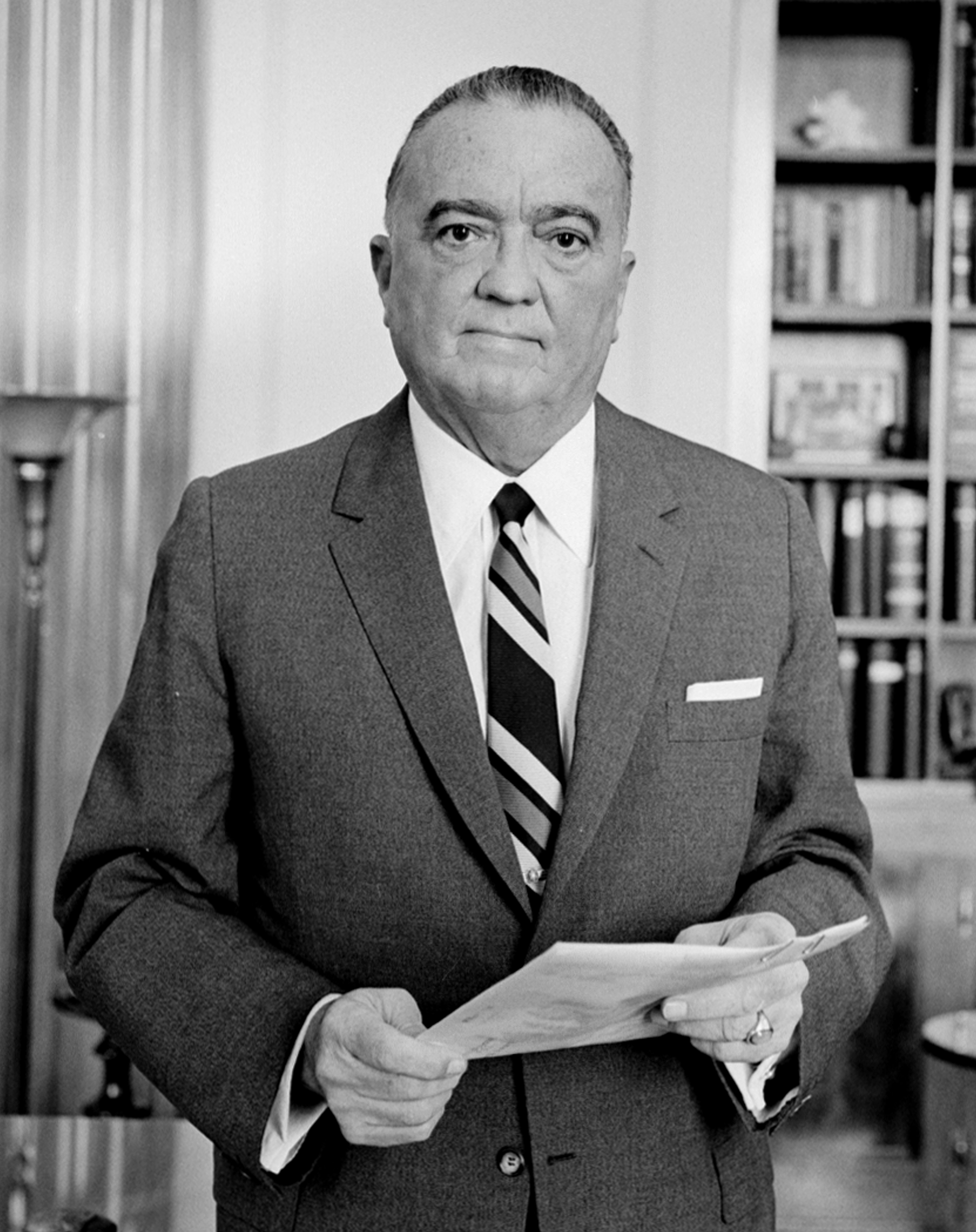
J. Edgar Hoover, direttore del Bureau per quasi 48 anni.

Il direttore dell'FBI (in inglese Director of the Federal Bureau of Investigation) è l'organo monocratico posto al vertice dell'FBI, la principale tra le forze dell'ordine del governo federale statunitense.

## Nomina e funzioni
È nominato dal presidente degli Stati Uniti, ma la nomina deve essere confermata dal Senato; il suo mandato dapprima non aveva limiti temporali ma dal 1976 la durata è stata stabilita in dieci anni.
Il direttore dell'FBI è responsabile delle operazioni quotidiane dell'ente; con i suoi collaboratori, si assicura che le missioni e i casi vengano seguiti nel modo corretto. Egli ha anche il compito di verificare che le varie dislocazioni degli uffici FBI siano gestite da agenti qualificati.
Dipende formalmente dal Procuratore generale degli Stati Uniti d'America. Prima dell'11 settembre 2001, il direttore aggiornava personalmente il Presidente degli Stati Uniti su ogni problema che sorgeva all'interno dell'FBI, dal 2004 risponde al direttore dell'Intelligence Nazionale, mentre in precedenza rispondeva direttamente al presidente.

## Direttori

### BOI (1908-1935)
Partiti politici: 

  Democratico
  Repubblicano
  Indipendente
Stato: 

  Direttore ad interim
| N. | Foto                    | Nome                          | Carica           | Carica           | Presidente | Presidente         |
| N. | Foto                    | Nome                          | Inizio           | Termine          | Presidente | Presidente         |
| -- | ----------------------- | ----------------------------- | ---------------- | ---------------- | ---------- | ------------------ |
| 1  |                         | Stanley Finch (1872-1951)     | 26 luglio 1908   | 30 aprile 1912   |            | Theodore Roosevelt |
| 1  | William Howard Taft     | Stanley Finch (1872-1951)     | 26 luglio 1908   | 30 aprile 1912   |            |                    |
| 2  |                         | A. Bruce Bielaski (1883-1964) | 30 aprile 1912   | 10 febbraio 1919 |            |                    |
| 2  | Woodrow Wilson          | A. Bruce Bielaski (1883-1964) | 30 aprile 1912   | 10 febbraio 1919 |            |                    |
| —  |                         | William E. Allen (1880-1960)  | 10 febbraio 1919 | 30 giugno 1919   |            |                    |
| 3  |                         | William J. Flynn (1867-1928)  | 30 giugno 1919   | 21 agosto 1921   |            |                    |
| 3  | Warren Gamaliel Harding | William J. Flynn (1867-1928)  | 30 giugno 1919   | 21 agosto 1921   |            |                    |
| 4  |                         | William J. Burns (1861-1932)  | 22 agosto 1921   | 10 maggio 1924   |            |                    |
| 4  | Calvin Coolidge         | William J. Burns (1861-1932)  | 22 agosto 1921   | 10 maggio 1924   |            |                    |
| 5  |                         | John Edgar Hoover (1895-1972) | 10 maggio 1924   | 30 giugno 1935   |            |                    |
| 5  | Herbert Hoover          | John Edgar Hoover (1895-1972) | 10 maggio 1924   | 30 giugno 1935   |            |                    |
| 5  | Franklin D. Roosevelt   | John Edgar Hoover (1895-1972) | 10 maggio 1924   | 30 giugno 1935   |            |                    |

### FBI (1935-presente)
Partiti politici: 

  Democratico
  Repubblicano
  Indipendente
Stato: 

  Direttore ad interim
| N.  | Foto              | Nome                            | Carica            | Carica            | Presidente | Presidente            |
| N.  | Foto              | Nome                            | Inizio            | Termine           | Presidente | Presidente            |
| --- | ----------------- | ------------------------------- | ----------------- | ----------------- | ---------- | --------------------- |
| 1   |                   | John Edgar Hoover (1895-1972)   | 1º luglio 1935    | 2 maggio 1972     |            | Franklin D. Roosevelt |
| 1   | Harry Truman      | John Edgar Hoover (1895-1972)   | 1º luglio 1935    | 2 maggio 1972     |            |                       |
| 1   | Dwight Eisenhower | John Edgar Hoover (1895-1972)   | 1º luglio 1935    | 2 maggio 1972     |            |                       |
| 1   | John F. Kennedy   | John Edgar Hoover (1895-1972)   | 1º luglio 1935    | 2 maggio 1972     |            |                       |
| 1   | Lyndon Johnson    | John Edgar Hoover (1895-1972)   | 1º luglio 1935    | 2 maggio 1972     |            |                       |
| 1   | Richard Nixon     | John Edgar Hoover (1895-1972)   | 1º luglio 1935    | 2 maggio 1972     |            |                       |
| —   |                   | Clyde Tolson (1900-1975)        | 2 maggio 1972     | 3 maggio 1972     |            |                       |
| —   |                   | L. Patrick Gray (1916-2005)     | 3 maggio 1972     | 27 aprile 1973    |            |                       |
| —   |                   | William Ruckelshaus (1932-2019) | 30 aprile 1973    | 9 luglio 1973     |            |                       |
| 2   |                   | Clarence M. Kelley (1911-1997)  | 9 luglio 1973     | 15 febbraio 1978  |            |                       |
| 2   | Gerald Ford       | Clarence M. Kelley (1911-1997)  | 9 luglio 1973     | 15 febbraio 1978  |            |                       |
| 2   | Jimmy Carter      | Clarence M. Kelley (1911-1997)  | 9 luglio 1973     | 15 febbraio 1978  |            |                       |
| —   |                   | James B. Adams (1926-2020)      | 15 febbraio 1978  | 23 febbraio 1978  |            |                       |
| 3   |                   | William Webster (1924-2025)     | 23 febbraio 1978  | 25 maggio 1987    |            |                       |
| 3   | Ronald Reagan     | William Webster (1924-2025)     | 23 febbraio 1978  | 25 maggio 1987    |            |                       |
| —   |                   | John E. Otto (1938-2020)        | 26 maggio 1987    | 2 novembre 1987   |            |                       |
| 4   |                   | William S. Sessions (1930-2020) | 2 novembre 1987   | 19 luglio 1993    |            |                       |
| 4   | George H. W. Bush | William S. Sessions (1930-2020) | 2 novembre 1987   | 19 luglio 1993    |            |                       |
| 4   | Bill Clinton      | William S. Sessions (1930-2020) | 2 novembre 1987   | 19 luglio 1993    |            |                       |
| —   |                   | Floyd I. Clarke (1942-)         | 19 luglio 1993    | 1º settembre 1993 |            |                       |
| 5   |                   | Louis Freeh (1950-)             | 1º settembre 1993 | 25 giugno 2001    |            |                       |
| 5   | George W. Bush    | Louis Freeh (1950-)             | 1º settembre 1993 | 25 giugno 2001    |            |                       |
| —   |                   | Thomas J. Pickard (1942-)       | 25 giugno 2001    | 4 settembre 2001  |            |                       |
| 6   |                   | Robert Mueller (1944-)          | 4 settembre 2001  | 4 settembre 2013  |            |                       |
| 6   | Barack Obama      | Robert Mueller (1944-)          | 4 settembre 2001  | 4 settembre 2013  |            |                       |
| 7   |                   | James Comey (1960-)             | 4 settembre 2013  | 9 maggio 2017     |            |                       |
| (7) |                   | James Comey (1960-)             | 4 settembre 2013  | 9 maggio 2017     |            |                       |
|     | Donald Trump      | James Comey (1960-)             | 4 settembre 2013  | 9 maggio 2017     |            |                       |
| —   |                   | Andrew McCabe (1968-)           | 9 maggio 2017     | 2 agosto 2017     |            |                       |
| 8   |                   | Christopher A. Wray (1966-)     | 2 agosto 2017     | 19 gennaio 2025   |            |                       |
| 8   | Joe Biden         | Christopher A. Wray (1966-)     | 2 agosto 2017     | 19 gennaio 2025   |            |                       |
| —   |                   | Paul Abbate (-)                 | 19 gennaio 2025   | 20 gennaio 2025   |            |                       |
| —   |                   | Brian Driscoll (-)              | 20 gennaio 2025   | 21 febbraio 2025  |            | Donald Trump          |
| 9   |                   | Kash Patel (1980-)              | 21 febbraio 2025  | in carica         |            | Donald Trump          |